# スクウェア・エニックスマンガ大賞
スクウェア・エニックスマンガ大賞（スクウェア・エニックスマンガたいしょう）は、スクウェア・エニックスが主催していた日本の公募漫画賞。
かつてはスクウェア・エニックス最大のマンガ大賞であり、各紙の編集部が審査に関わった。年2回の開催。通称は「スクエニマンガ大賞」や「SEマンガ大賞」。

## 概要
2002年に第１回の募集が発表され、2024年の第43回が最後の開催となった。プロ・アマは不問で、応募資格の制限がない。第39回からは第43回まではSNSに投稿した作品や同人誌で発表済みの作品も応募が可能であるが、投稿者本人が執筆したものに限られている。

### 賞
大賞、準大賞、入選、佳作、奨励賞、審査員特別賞があり、賞金と副賞のほか、ネーム原作部門を除き入選以上の受賞作品は掲載が確約されている。第38回までは大賞は1本、準大賞が1本、入選は3本必ず選出されていた。ただし、大賞作品が無い場合もあり、その際は特別大賞が2作選ばれ、賞金も山分けされた。

### 部門
毎回、4～5部門ほどが募集された。少年マンガ部門とファンタジー部門は第1回から募集された。第1回では、少女マンガ部門とギャグ部門も募集されたが、第4回から少女マンガ部門が廃止された。その際、ヤングコミック部門が新設された。
第38回から第43回ではマンガ部門の少年マンガ部門、ヤングコミック部門、ファンタジー部門、日常・コメディー部門とネーム原作部門の全5部門を募集している。

## 沿革
2003年の夏から「スクウェア・エニックスマンガ大賞」という名称が使用され、同年の7月号で第2回の結果発表時に用いられた。ただし、同年冬の募集時には「第2回エニックスマンガ大賞」の名称が用いられた。これは、合併により、主催者の商号がエニックスからスクウェア・エニックスへと変わったためである。
名称を変更した後も、開催回数は継続され、第3回が行われた。開催形式も引き継がれ、部門や賞の内容もほぼ同じであった。紙面においても、第10回スクウェア・エニックスマンが大賞の募集要項で、第2回エニックスマンガ大賞の受賞作品が言及された。
2024年の結果発表をもって、第43回が最後の開催となった。

## 受賞作品
| 回 | 受賞作の発表年 | 大賞（※は特別大賞）                                                   | 準大賞                                            | 入選 | 佳作 |
| -- | -------------- | --------------------------------------------------------------------- | ------------------------------------------------- | --- | --- |
| 1  |                |                                                                       |                                                   | | |
| 2  |                |                                                                       |                                                   | | |
| 3  | 2004           |                                                                       |                                                   | - 夏海ケイ「I'm あ 総理」 | |
| 4  |                |                                                                       |                                                   | | |
| 5  |                |                                                                       |                                                   | | |
| 6  |                |                                                                       |                                                   | | |
| 7  |                |                                                                       |                                                   | | |
| 8  |                |                                                                       |                                                   | | |
| 9  |                |                                                                       |                                                   | | |
| 10 |                |                                                                       |                                                   | | |
| 11 |                |                                                                       |                                                   | | |
| 12 |                |                                                                       |                                                   | | |
| 13 |                |                                                                       |                                                   | | |
| 14 |                |                                                                       |                                                   | | |
| 15 |                |                                                                       |                                                   | | |
| 16 |                |                                                                       |                                                   | | |
| 17 |                |                                                                       |                                                   | | |
| 18 |                |                                                                       |                                                   | | |
| 19 |                |                                                                       |                                                   | | |
| 20 |                |                                                                       |                                                   | | |
| 21 |                |                                                                       |                                                   | | |
| 22 |                |                                                                       |                                                   | | |
| 23 |                |                                                                       |                                                   | | |
| 24 |                |                                                                       |                                                   | | |
| 25 |                |                                                                       |                                                   | | |
| 26 |                |                                                                       |                                                   | | |
| 27 |                |                                                                       |                                                   | | |
| 28 |                |                                                                       |                                                   | | |
| 29 |                |                                                                       |                                                   | | |
| 30 |                |                                                                       |                                                   | | |
| 31 |                |                                                                       |                                                   | | |
| 32 |                |                                                                       |                                                   | | |
| 33 |                |                                                                       |                                                   | | |
| 34 |                |                                                                       |                                                   | | |
| 35 |                |                                                                       |                                                   | | |
| 36 | 2020           |                                                                       |                                                   | | |
| 37 | 2020           | - NU「なりたい《わたし》」                                            | - 粟きなと「支払いは現金につき」 - 蜂月ろく「を」 | - かばた松本「バケモノヅクシ」 - 島崎勇輝「龍の拳」 - 青坂鴨「愛ある珍獣屋さん」                                                             | - 白木渉「夜のドライブ」 - pon×2「ハカセとロボ」 - とこたろう「純情とアンドロイド」 - 小木龍太「太陽の少女」                                                                       |
| 38 | 2021           | - 餅村そらた「プロジェクトアトム」※ - 山本夜子「美しいばけもの」※     | - 下田哲郎「ゆっくりめくって」                    | - 東ノ東「あなたの右腕が欲しかった」 - 玉江ティー「進捗どうですか!?」 - 戌海コウ「雲外のち蒼天の将」                                         | - 西館仙公「魔女の末弟」 - 管野文七「NEITH」 - 柳夏芽「アグル」 - 三日月レイ「Iris」 - 碌縞ろろこ「わたしたち、さかさまになって宇宙の果てで星を見た。」 - 亞村晃「世紀末の遊び人」 |
| 39 | 2022           | - 河合明「さかな日記」                                                | - 夏乃ナ「ダイスキなキミ」                        | - 四谷ゼンジ「奴隷と悪魔の歌」 - 夏八木遊「来たれっ!! 極上 博多飯!!!」 - 牛島冬雪「世界で一番優しい死神」 - 者鐘シイ「私と漫画家先輩の日常」 | - 千石一路「桜鉄姫」 - 犬袍「夏の名残り」 - 咲口東「ダメな奴らのダメな生活」 |
| 40 | 2022           | - しなえまな「再想の帰り道」                                          | - 酉村「先輩！お化けなんていませんよ」            | - 小林鮎「便意エレベータ」 - 藤久井コウ「魔女狩りの魔女」 - 岳未来「ironic gospel」                                                          | - ROBOT EMPEROR「妖怪管理局シロフクロウ」 - 名瀬八月「戦いの輪廻」 - 稲荷山「佐久間様の秘め事」 - 灰月ほたる「推しなので脳内で犯させてください」                                   |
| 41 | 2023           | - なんかかる「ツナガルイズム」※ - 二ツ野なつ汰「守くんと呪われた恋」※ | 該当者なし                                        | - 栗みや「恐田さんは××以外に動じない」 - 紀那古さき「狂愛的運命論」 - 椛狸「タヌキと僕」                                                     | - 小林零画「ボタンコント」 - 塩園エン「白雪姫と愉快な兄」 - ヨイッショ〜「みみちゃんは僕を2回殺す」 - しそまる「アルティメットバロンドール」                                       |
| 42 | 2023           | 該当者なし                                                            | 該当者なし                                        | - 越智鷲「HIRAETH-ヒラエス-」 - 甘井「手を合わせましょう」                                                                                   | - 宮野あのね「卓上アイサイト」 - 藤嶋セイジ「UNH」 - 古谷アキ「魔法少女を推してしまったなら」                                                                                      |
| 43 | 2024           | - 佐藤スズ「復讐者ここなちゃん」※ - 碓氷タロ「最愛の」※               | 該当者なし                                        | 該当者なし | - 式田「おねがいアフロディーテ」 - 三井「松柏之操兄弟」 - 神龍明「及ばぬ鯉の滝登り」 - 小林霊画「ゴッドマン」 - こでまり「ねえ、おじさん」                                         |